# Triolena spicata
Triolena spicata är en tvåhjärtbladig växtart som först beskrevs av José Jéronimo Triana, och fick sitt nu gällande namn av Louis Otho Otto Williams. Triolena spicata ingår i släktet Triolena och familjen Melastomataceae. Inga underarter finns listade i Catalogue of Life.